# Trapster
Pour les articles homonymes, voir Piégeur.
Trapster était une application pour smartphone d'alerte des contrôles de vitesse. Elle a été populaire entre 2008 et 2010, elle a été fermée en 2014.

## Historique
L'entreprise Trapster est fondée en 2007 en Californie par Pete Tenereillo et lance l'application du même nom en 2008, qui permet à une communauté d'automobiliste de signaler les radars, les contrôles de police et autres dangers sur la route. L'application est développée pour toutes les plates-formes mobiles existantes pour smartphones : Symbian, Blackberry, Windows Mobile, puis sur iPhone et Android. Elle peut aussi s'installer sur certains GPS de marque TomTom ou Garmin. Entre 2008 et 2010, Trapster est parmi les applications les plus téléchargées de la section navigation de l'App Store aux États-Unis. À la fin 2010, l'application compte 9,4 millions de téléchargements pour un nombre d'utilisateurs mensuels compris entre 2 et 2,5 millions.
L'application étant gratuite et ne gagnant pas d'argent avec la publicité, la startup se trouve à court de financement fin 2010 et est vendue par son fondateur pour un montant non divulgué à Navteq, filiale de Nokia fournissant des cartes numériques et d'autres contenus pour la navigation. Des sources affirment a posteriori que le montant de la transaction était inférieur à 10 millions de dollars.
En 2011, à la suite d'un appel de sénateurs aux États-Unis, Navteq supprime la fonctionnalité qui permettait de reporter les contrôles d'alcoolémie. Combiné avec un rythme de mise à jour plus lent, Trapster perd vite en popularité : six mois après son rachat elle n'est plus dans le top des applications sur l'App Store. En 2013, Trapster revendique 19 millions d'utilisateurs dans le monde, mais très peu sont actifs. Le service est fermé à la fin de l'année 2014 après sept ans de fonctionnement.

## Service
L'application Trapster prend la forme d'une carte en 3D avec un positionnement par GPS. L'utilisateur peut signaler sur la carte les points de contrôle routier et autres radars, et recevoir ceux qui sont communiqués par les autres utilisateurs. La spécifité de Trapster est qu'elle était dotée dès ses débuts d'une fonctionnalité de réseau social : la carte des points signalés est visible via internet et les utilisateurs peuvent noter les signalements des autres utilisateurs près de leurs domiciles et partager leurs trajets.
Au fur et à mesure des mises à jour, d'autres fonctionnalités se sont ajoutées comme le calcul d'itinéraire avec guidage et prise en compte du trafic en temps réel.

## Légalité
Les avertisseurs de radar en général ont vu leur légalité mise en cause à plusieurs occasions dans différents pays, car ils peuvent être considérés comme incitant à enfreindre les règles du code de la route.
En mars 2011, quatre sénateurs des États-Unis ont lancé un appel à Apple, Google et BlackBerry  pour qu'ils suppriment de leur kiosque les applications contenant des bases de données de Drive Under Influence checkpoints, c'est-à-dire de contrôles d'alcoolémie. Ils accusaient ces applications d'être dangereuses pour la sécurité publique en aidant les conducteurs ivres à échapper aux contrôles.
Cet appel visait en particulier deux applications : Trapster et une autre moins connue Phantomalert. Trapster a été retiré de BlackBerry World mais pas de l'App Store. Il n'y a pas eu d'obligation légale à la suite de cet appel : en 2013, des applications reportant les Drive Under Influence checkpoints étaient toujours présentes sur l'App Store, mais Navteq a préféré supprimer préventivement cette fonctionnalité de Trapster.
En France, aussi en 2011, il y eut un projet d'interdiction des dispositifs avertisseur de radar incluant, entre autres, les applications communautaires sur smartphone. Le projet initial proposait d'interdire complètement la commercialisation et la fabrication des avertisseurs. Les fabricants français ont fait du lobbying contre cette mesure invoquant entre autres la défense des emplois français. Pendant les débats sur le texte, des applications internationales comme Trapster ont été vues par des utilisateurs comme une solution de remplacement aux produits français en cas d'interdiction.
Le décret mis en application le 4 janvier 2012 a interdit l'utilisation des avertisseurs de radar, mais a autorisé les aides à la conduite signalant des zones de dangers assez larges pouvant inclure un radar. Les fabricants français ont mis à jour leurs appareils et applications pour qu'ils soient conformes à la réglementation. L'utilisation d'avertisseur est devenue passible de 1500€ d'amende et d'un retrait de six points de permis.
Trapster étant basé aux États-Unis, il n'a pas été modifié pour signaler des zones de dangers, ce qui rendait le service illégal en France,.
L'application Waze, beaucoup plus populaire à partir de 2013, a fourni les coordonnées exactes des radars jusqu'en février 2014.